# Notholirion
Notholirion Wall. ex Boiss. – rodzaj wieloletnich, ziemnopączkowych roślin zielnych z rodziny liliowatych, obejmujący 4 gatunki występujące w Azji, na obszarze od Iraku, Iranu i Afganistanu do Chin. Nazwa naukowa rodzaju pochodzi od greckich słów νόθος (nothos – bękart) i λίριoν (lirion – lilia). Rośliny zaliczane do tego rodzaju są hapaksantami.

## Morfologia
Pęd podziemnyWąskojajowata lub cylindryczna cebula, pokryta cienką, czarnobrązową tuniką. Rośliny tworzą liczne cebule potomne.
LiścieLiście odziomkowe i łodygowe, naprzemianległe, siedzące, równowąskie do równowąsko-lancetowatych.
KwiatyKwiaty obupłciowe, zebrane w grono, wyrastające na wzniesionym pędzie kwiatostanowym, wsparte równowąskimi przysadkami. Okwiat pojedynczy, dzwonkowaty do rurkowatego, niebieski, fioletowy lub czerwony, sześciolistkowy. Listki okwiatu wolne. Pręciki osadzone u nasady listków okwiatu. Nitki pręcików nitkowate, lekko rozszerzające się u nasady. Główki pręcików elipsowate. Zalążnia trójkomorowa. Szyjka słupka kolumnowata, długa, smukła, zakończona trójklapowym znamieniem.
OwoceTorebki, zawierające płaskie, oskrzydlone nasiona.

## Systematyka
Pozycja rodzaju według Angiosperm Phylogeny Website (aktualizowany system APG IV z 2016)
Rodzaj zaliczany do podrodziny Lilioideae w rodzinie liliowatych Liliaceae, należącej do kladu liliowców w obrębie jednoliściennych.
Gatunki
- Notholirion bulbuliferum (Lingelsh.) Stearn
- Notholirion koeiei Rech.f.
- Notholirion macrophyllum (D.Don) Boiss.
- Notholirion thomsonianum (Royle) Stapf